# 리로이 버렐

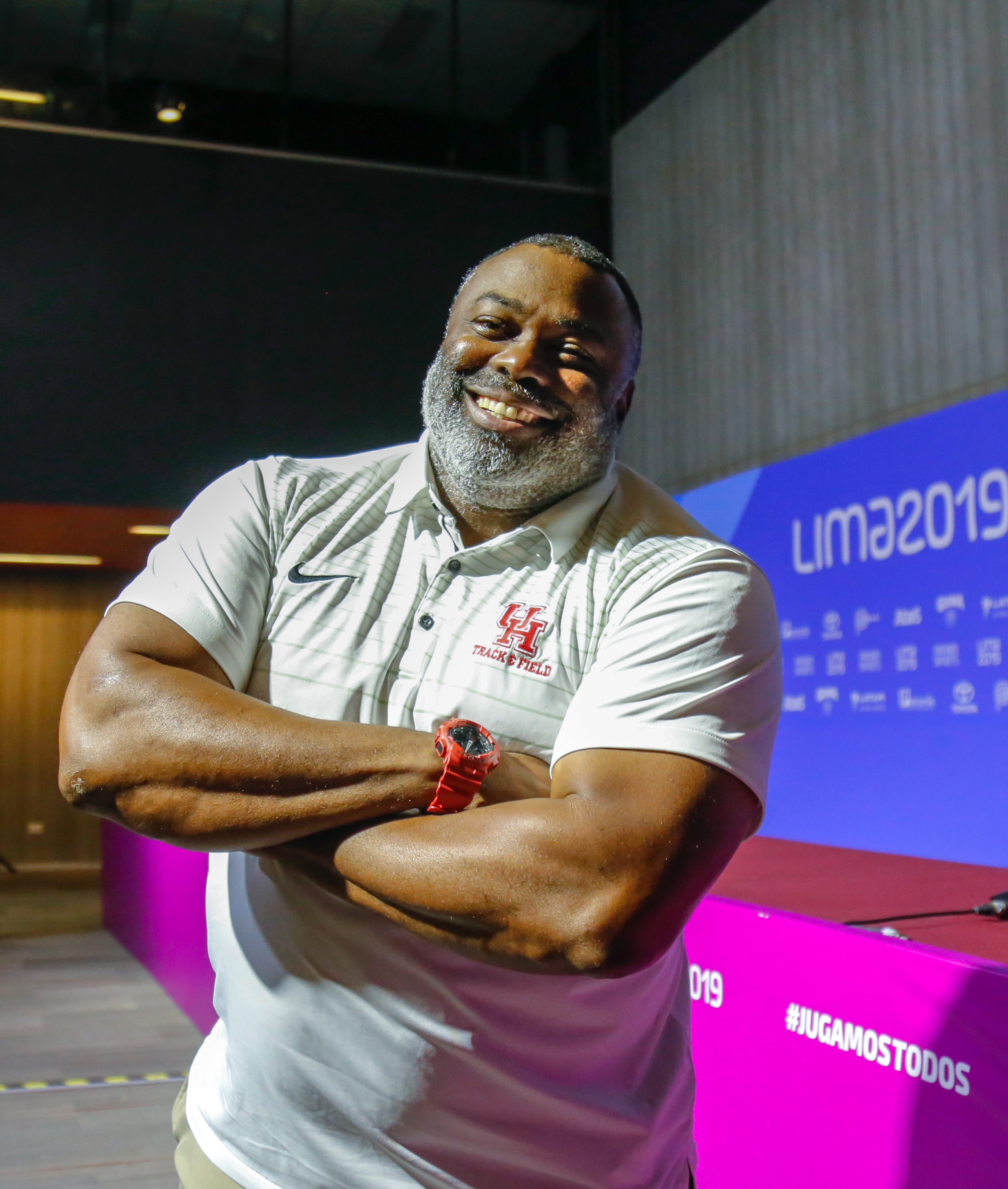

리로이 러셀 버렐(영어: Leroy Russel Burrell, 1967년 2월 21일 ~ )은 미국의 육상 선수이며, 남자 100m 달리기에서 두 차례 세계 기록을 세웠다. 1991년 6월에 세운 9.90초의 기록은 9월에 열린 세계 육상 선수권 대회에서 칼 루이스에 의하여 깨졌다. 그 경주에서 버렐은 2위를 하였으며 아직 자신의 기록을 깼다. 버렐은 1994년 9.85초를 달려 두 번째 기록을 세웠으며 1996년 애틀랜타 올림픽에서 도노번 베일리가 9.84초를 달릴 때까지 보유되었다.
필라델피아 출신의 버렐은 펜실베이니아주 랜즈다운에서 자라왔으며, 펜 우드 고등학교에 수학하면서 100m, 200m, 멀리뛰기와 세단뛰기의 주립 선수권을 우승하였다. 어린 시절에 눈에 부상을 동하여 약한 시력을 겪은 그는 다른 스포츠에서 부족하였으나 초기 나이부터 육상에 뛰어났다.
부인은 두살 연상의 마이클 핀(Michelle Finn).핀 역시 미국 육상 단거리 대표로서, 1993년 슈투트가르트 세계 육상선수권대회 400m 계주에서 은메달을 땄다.

## 대학 경력
휴스턴 대학교에서 수학하여 그 육상 프로그램에서 성공적인 참가 선수였던 버렐은 1985~86 시즌 동안에 캘리포니아 대학교 로스앤젤레스에서 열린 대회에서 26 피트 9 인치를 도약하여 칼 루이스의 멀리뛰기 기록을 깼다. 시즌 후기에 그는 자신의 육상 경력의 가장 많은 도전 순간들 중에 하나를 향하였다.
1986년 남서부 실외 선수권 대회에서 26 피트 7.25 인치를 도약한 후에 버렐은 자신의 세 번째 점프에서 어색히 상륙 전에 거의 27 피트를 도약하였다. 대회에서 그는 2위를 하였으나 많은 사람들은 부상이 경력을 끝낼 수 있다는 근심에 놓였다.
1988년 남서부 선수권에 돌아와 100m 2위와 멀리뛰기 3위를 하였다. NCAA 선수권 대회에서 100m 5위와 멀리뛰기 7위와 함께 전미국 명예를 얻었다.
다음 해에 열린 NCAA 실내 멀리뛰기 선수권 대회에서 26 피트 5.50 인치와 함께 우승하였다. 그 실외 경기에서는 자신의 최고 도약 27 피트 5.50 인치와 함께 NCAA 실외 기록을 세웠다. 그러나 오하이오 주립 대학교의 조 그린은 종목을 우승하는 데 27 피트 7.25 인치를 기록하였으며, 버렐을 기록 세운 2위로 놓아두었다.

## 프로 경력
버렐은 자신의 경력, 주로 주요 선수권 대회를 통하여 부상과 불행에 의하여 시달렸다. 1990년 시애틀에서 열린 친선 경기에서 칼 루이스를 앞서 100m를 우승하였다. 1991년 세계 육상 선수권 대회에서 루이스에 밀려 100m 2위를 하였고, 1992년 바르셀로나 올림픽 100m 결승전에서 잘못된 시작을 하다가 경주가 정식으로 시작될 때 5위를 하였다. 릴레이에서 미국 팀의 일원으로서 금메달을 따낼 수 있었다.
1998년 은퇴한 이래에 버렐은 휴스턴 대학교의 육상 팀 코치로서 자신의 옛 대학 조언자 톰 텔레즈를 대신하였다. 버렐은 휴스턴 대학교를 14개의 남자 대회 타이틀(9개의 실내, 5개의 실외)과 9개의 여자 타이틀(4개의 실내, 5개의 실외)을 우승하는 데 이끌었다.